# Ahmed Jászín
Ahmed Jászín (arabul: الشيخ أحمد إسماعيل حسن ياسين, teljes nevén: Sejk Ahmed Iszmáil Hasszán Jászín, Al-Dzsura, 1937. január 1. – Gáza, 2004. március 22.) palesztin imám és politikus volt, a Hamász iszlamista szervezet alapítója. A szervezethez fűződő terrorcselekmények miatt 2004 márciusában egy izraeli célzott légicsapás áldozata lett.

## Élete
Egy Askelón melletti arab faluban született a Palesztin mandátumterületen. Apját hároméves korában elvesztette, családja 1948-ban, az első arab-izraeli háború idején a Gáza melletti As-Sáti táborba menekült, mely 1967-ig egyiptomi fennhatóság alá került.
12 éves korában súlyos sérülést szenvedett, mikor egy barátjával birkózott. Sérülései következtében részlegesen lebénult, ezért egész hátralévő életében tolókocsiba kényszerült. Gyenge egészségi állapota ellenére jelentkezett – és felvételt nyert – a kairói Azhar Egyetemre, ahol vallásfilozófiát, politológiát, szociológiát és közgazdaságtant tanult. Követői szerint kitűnő szónokká vált, hamarosan már ő vezette a pénteki imát is. 1960-ban feleségül vette egy rokonát, Halima Jászínt, akitől 11 gyereke született.
Jászín már egyetemi tanulmányai alatt kapcsolatba került a Muszlim Testvériség palesztin szárnyával. 1984-ben az izraeli hatóságok letartóztatták illegális fegyverbirtoklásért, de már a következő évben szabadlábra helyezték. 1987-ben, az első intifáda idején Abd el-Azíz ar-Rantíszivel együtt megalapította a Hamász félkatonai szervezetet, melyet eredetileg a Muszlim Testvériség fegyveres szárnyának tekintettek. Jászín ellenezte az izraeli-palesztin béketárgyalásokat, kijelentve, hogy „Palesztina muszlim föld, melyet nincs joga arab vezetőnek feladni,” illetve „Izraelnek el kell tűnnie a Föld színéről.” 1989-ben ismét letartóztatták és ezúttal egy izraeli bíróság életfogytiglani börtönre ítélte, de 1997-ben egy Jordániával kötött egyezmény révén szabadlábra került. Szabadulása után dzsihádot hirdetett Izrael ellen, az öngyilkos merényleteket is legális eszköznek nyilvánítva. A Hamász által végrehajtott támadásokra és öngyilkos merényletekre válaszul, 2003 szeptemberében két izraeli vadászgép légicsapást hajtott végre Jászín gázai lakóhelye ellen, de kisebb sérülésekkel túlélte a támadást. Egy újabb, 2004. március 22-én végrehajtott támadás már sikerrel járt. Ekkor két izraeli AH–64 Apache helikopter hajtott végre célzott csapást az utcán haladó Jászínra és a tolókocsiját kísérő két testőrére. A támadásban rajtuk kívül még kilenc járókelő vesztette életét, további 12-en pedig megsérültek.
Ahmed Jászín meggyilkolását a világ több vezető politikusa és szervezete is elítélte, köztük Kofi Annan ENSZ-főtitkár, az Arab Liga és az Afrikai Unió is. Az ENSZ emberijogi bizottsága a Biztonsági Tanács elé utalta az ügyet, kérve a gyilkosság hivatalos elítélését, de ez az Amerikai Egyesült Államok és az Egyesült Királyság vétóján megbukott.